# یواس‌اس کاربونرو (اس‌اس-۳۳۷)
یواس‌اس کاربونرو (اس‌اس-۳۳۷) (به انگلیسی: USS Carbonero (SS-337)) یک زیردریایی بود که طول آن ۳۱۱ فوت ۹ اینچ (۹۵٫۰۲ متر) بود. این زیردریایی در سال ۱۹۴۴ ساخته شد.